# Сільниця (річка)
Сі́льниця (Сельниця) — річка в Україні, в межах Тульчинського і Тростянецького районів Вінницької області. Права притока Південного Бугу (басейн Чорного моря). 

## Опис
Довжина 67 км, площа басейну 835 км². Долина переважно трапецієподібна (ширина 1—2 км), на окремих ділянках її ширина не перевищує 30—40 м. Заплава двостороння (завширшки до 400—600 м), вкрита лучною рослинністю, часто заболочена. Річище звивисте, завширшки 2—6 м (найбільша — 35 м); завглибшки 0,6—1,5 м, на перекатах — 0,2—0,4 м. Похил річки 1,6 м/км. Живлення снігове та дощове. Льодостав з початку грудня до березня. Стік Сільниці зарегульований русловими водосховищами та численними ставками; споруджено 17 гребель. Воду використовують для гідроенергетики й технічного водопостачання; створено рибницькі господарства. 

## Розташування

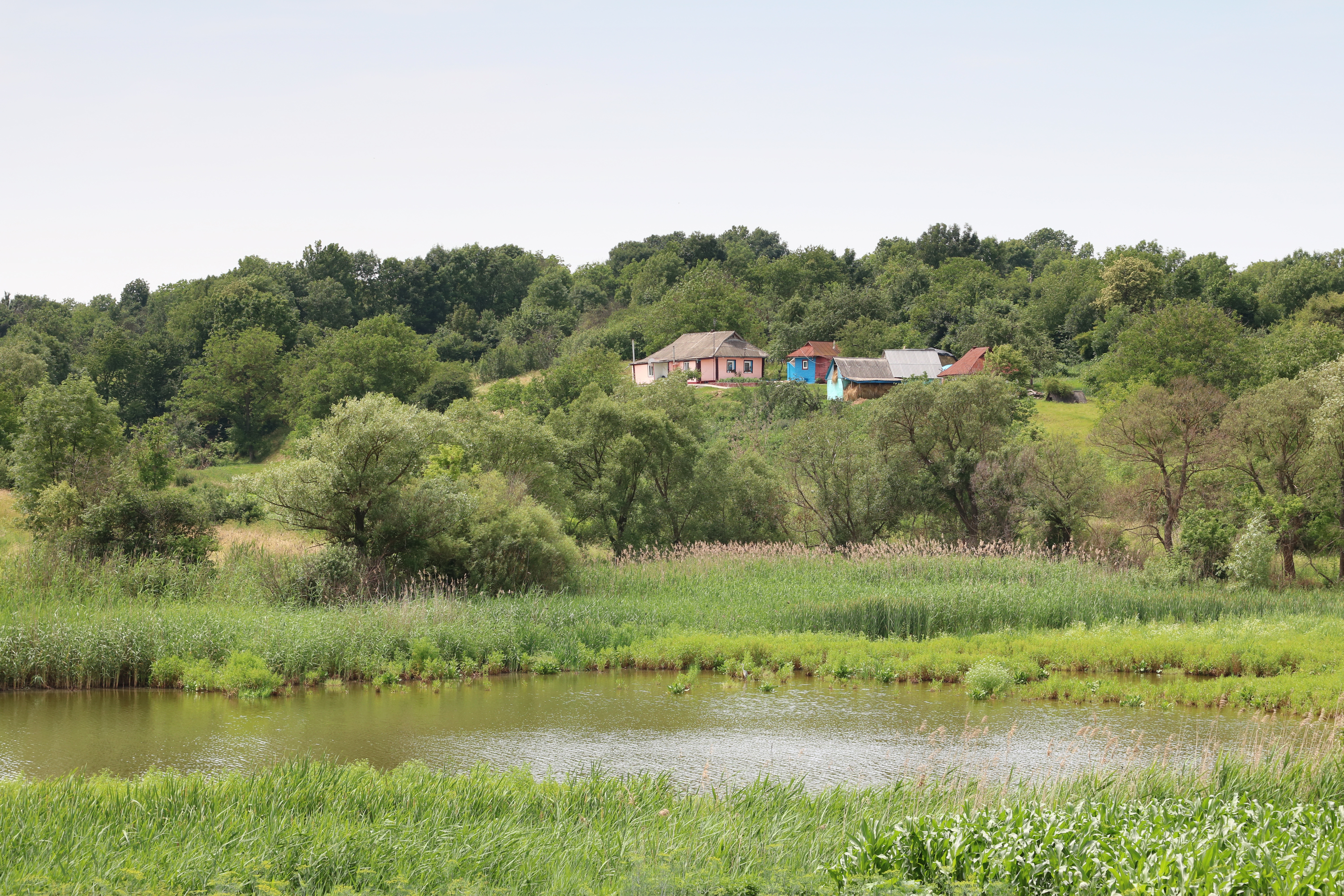
Сільниця в селі Левківці

Сільниця бере початок при північно-західній околиці села Левківці, на схилах Подільської височини. Тече на схід (частково на південний схід). Впадає до Південного Бугу неподалік від центральної частини міста Ладижин. 
Над річкою розташовані міста Тульчин і Ладижин, а також декілька сіл. 

## Притоки
Має 24 притоки завдовжки понад 10 км. 
Праві: 
- Бакша. Бере початок у селі Шура-Копіївська. Тече переважно на північний схід через Гуральню і у Зарічному впадає у Сільницю за 45 км від її гирла. Довжина річки 10 км. Площа басейну 43,4 км²[1].
- Тульчинка
- Кільцівка
- Шамотина

Ліві:
- Іцька
- Серчист
- Биня (Василівка). Бере початок біля села Василівка, тече на південний схід і впадає у Сільницю на північному сході від села Білоусівка за 12 км від її гирла. Довжина річки - 7 км, площа басейну - 14,9 км².[2].

## Назва
Вперше назва згадується в "Tabula Peutingeriana" (Певтингерова карта), виготовленній у XII— XIII сторіччі, як "Caput fluminis Selliani" — притока Селліан. Основа назви — латинь. "sella" — престол. Себто, Престольна "Сельниця" вказує на престольну назву річки Синюха, що впадає в Полудневий Буг (Бог) з півночі. Старонімецькою "sin" — знання, свідомість. 